# أوقست إدوارد مارتن
أوقست إدوارد مارتن (بالألمانية: August Martin) هو طبيب التوليد والنساء وجراح وطبيب ألماني، ولد في 14 يوليو 1847 في ينا في ألمانيا، وتوفي في 26 نوفمبر 1933 في برلين في ألمانيا.